# Niszczycowate
Niszczycowate (Gloeophyllaceae Jülich) – rodzina grzybów należąca do rzędu niszczycowców (Gloeophyllales).

## Systematyka
Według Dictionary of the Fungi do rodziny Gloeophyllaceae należą rodzaje: 
- Boreostereum Parmasto 1968 – ciemnoskórnik
- Campylomyces Nakasone 2004
- Chaetodermella Rauschert 1988
- Gloeophyllum P. Karst. 1882 – niszczyca
- Heliocybe Redhead & Ginns 1985
- Hispidaedalea Y.C. Dai & S.H. He 2014
- Mycothele Jülich 1976
- Neolentinus Redhead & Ginns 1985
- Osmoporus Singer 1944
- Stiptophyllum Ryvarden 1973
- Veluticeps (Cooke) Pat. 1894 – skórowiec

Nazwy polskie według W. Wojewody z 2003 r.. 